# غوستافو غولن
غوستافو غولن (بالإسبانية: Gustavo Guillen)‏ هو لاعب كرة قدم مكسيكي، ولد في 24 سبتمبر 1991 في مدينة مكسيكو في المكسيك. لعب مع أتلاتيكو إيرابواتو.

## وصلات خارجية
- غوستافو غولن على موقع قاعدة بيانات كرة القدم.إي يو (الإنجليزية)
- غوستافو غولن على موقع Soccerway.com (الإنجليزية)